# Kanton Essômes-sur-Marne
Essômes-sur-Marne is een kanton van het Franse departement Aisne. Het kanton maakt deel uit van het arrondissement Château-Thierry.
Het kanton Essômes-sur-Marne werd gevormd ingevolge het decreet van 21 februari 2014, met uitwerking op 22 maart 2015 met Essômes-sur-Marne als hoofdplaats.

## Gemeenten
Het kanton omvatte bij zijn vorming 52 gemeenten. 
Door de samenvoeging op 1 januari 2016 van :
- de gemeenten Artonges, La Celle-sous-Montmirail, Fontenelle-en-Brie en Marchais-en-Brie tot de fusiegemeente ("Commune nouvelle") Dhuys et Morin-en-Brie, en
- de gemeenten Baulne-en-Brie, La Chapelle-Monthodon en Saint-Agnan tot de fusiegemeente ("Commune nouvelle") Vallées en Champagne,

is de samenstelling sindsdien als volgt: 
- Azy-sur-Marne
- Barzy-sur-Marne
- Bézu-le-Guéry
- Bonneil
- Celles-lès-Condé
- La Chapelle-sur-Chézy
- Charly-sur-Marne
- Chartèves
- Chézy-sur-Marne
- Condé-en-Brie
- Connigis
- Coupru
- Courboin
- Courtemont-Varennes
- Crézancy
- Crouttes-sur-Marne
- Dhuys et Morin-en-Brie
- Domptin
- L'Épine-aux-Bois
- Essises
- Essômes-sur-Marne
- Jaulgonne
- Lucy-le-Bocage
- Marigny-en-Orxois
- Mézy-Moulins
- Montfaucon
- Monthurel
- Montigny-lès-Condé
- Montlevon
- Montreuil-aux-Lions
- Nogentel
- Nogent-l'Artaud
- Pargny-la-Dhuys
- Passy-sur-Marne
- Pavant
- Reuilly-Sauvigny
- Romeny-sur-Marne
- Rozoy-Bellevalle
- Saint-Eugène
- Saulchery
- Trélou-sur-Marne
- Vallées en Champagne
- Vendières
- Veuilly-la-Poterie
- Viels-Maisons
- Viffort
- Villiers-Saint-Denis